# Brett Gladman
Brett James Gladman (* 19. April 1966 in Wetaskiwin, Alberta) ist Professor für Physik und Astronomie an der Universität von British Columbia in Vancouver, Kanada.
Gladman hat zahlreiche lichtschwache Himmelskörper des Sonnensystems entdeckt oder war an deren Entdeckung beteiligt, darunter mehrere kleine Jupitermonde sowie die Uranusmonde Caliban und Sycorax. Von 2008 bis 2011 war er Mitglied und Vorsitzender des Wissenschaftlichen Beirats des Canada-France-Hawaii Telescope in Hawaii.

## Auszeichnungen
2002 erhielt Gladman den Harold-C.-Urey-Preis.
Zu seinen Ehren wurde der Asteroid (7638) Gladman = 1984 UX benannt.